# Zlatari (gmina Brus)
Zlatari (cyr. Златари) – wieś w Serbii, w okręgu rasińskim, w gminie Brus. W 2011 roku liczyła 592 mieszkańców.